# Post-SG Danzig
Post-SG Danzig was een voetbalclub uit de stad Danzig, dat na de Tweede Wereldoorlog door Polen werd ingelijfd en nu Gdańsk heet.

## Geschiedenis
De club werd opgericht als Post-SV Danzig, de precieze oprichtingsdatum is niet meer bekend. In 1931/32 speelde de club in de C-Klasse Danzig, de vierde klasse. In 1933 was de club opgeklommen naar de A-Klasse.
Na de competitiehervorming van 1933 ging de club in de 1. Klasse Danzig-Marienwerder spelen, de derde klasse van de Gauliga Ostpreußen. Na twee seizoenen degradeerde de club zelfs naar de vierde klasse. Na één jaar promoveerde de club weer en door een competitiehervorming in 1938 steeg de club zelfs naar de Bezirksklasse Ostpreußen. De club werd in het eerste seizoen derde achter SC Preußen 09 Danzig en Danziger SC 1912.
Na het uitbreken van de Tweede Wereldoorlog en de daaropvolgende annexatie van West-Pruisen ging de club in de nieuwe 1. Klasse Danzig-Westpreußen spelen, de tweede klasse onder de Gauliga Danzig-Westpreußen. Intussen had de club de naam Post-SG Danzig aangenomen. De club werd kampioen en promoveerde naar de Gauliga en werd vijfde in het eerste seizoen. In 1943 werd de club voorlaatste en speelde een barrage tegen tweedeklasse SC Graudenz voor het behoud, die ze wonnen. Het volgende seizoen werd de club zesde. Het laatste seizoen werd al na enkele wedstrijden afgebroken door het nakende einde van de Tweede Wereldoorlog.
Na de oorlog werd de stad Pools en werden alle clubs ontbonden.